# Băieții nu plâng niciodată
Băieții nu plâng niciodată (Boys Don't Cry) este un film din 1999, bazat pe povestea reală a lui Brandon Teena, un transsexual care a fost violat și ucis de prietenii săi la 31 decembrie 1993, după ce au aflat că este de fapt femeie. Pentru rolul din acest film, Hilary Swank a primit premiul Oscar pentru cea mai bună actriță, iar Chloë Sevigny a fost nominalizată la premiul Oscar pentru cea mai bună actriță într-un rol secundar.

## Sinopsis
Brandon Teena este o fată care se simte băiat. În imaginația ei crede că are și organe masculine și feminine. Deoarece ea își dorește să fie băiat, se mută din orașul natal și se stabilește în Falls City. Se tunde, se îmbracă ca un băiat, își schimbă vocea și se poartă ca un băiat. Într-o seară se îndrăgostește de o fată, Lana, și devin iubiți. După ce Poliția află că Brandon Teena a falsificat niște acte, ca să aibă nume de băiat (Brandon), este închis. Lana vine la închisoare să-l caute și, după gratii, îi spune că este hermafrodit. Ea spune că nu-i pasă nici dacă ar fi pe jumătate maimuță că tot îl (o) scoate de acolo. Într-o seară, Jhon și Tom, niște prieteni ai Lanei, o dezbracă pe Brandon Teena și îi arată Lanei cine este iubitul ei. Jhon și Tom îl duc departe pe Brandon cu mașina și când ajung undeva unde să nu-i audă nimeni, o bat și o violează pe Brandon Teena.